# خلية أولية

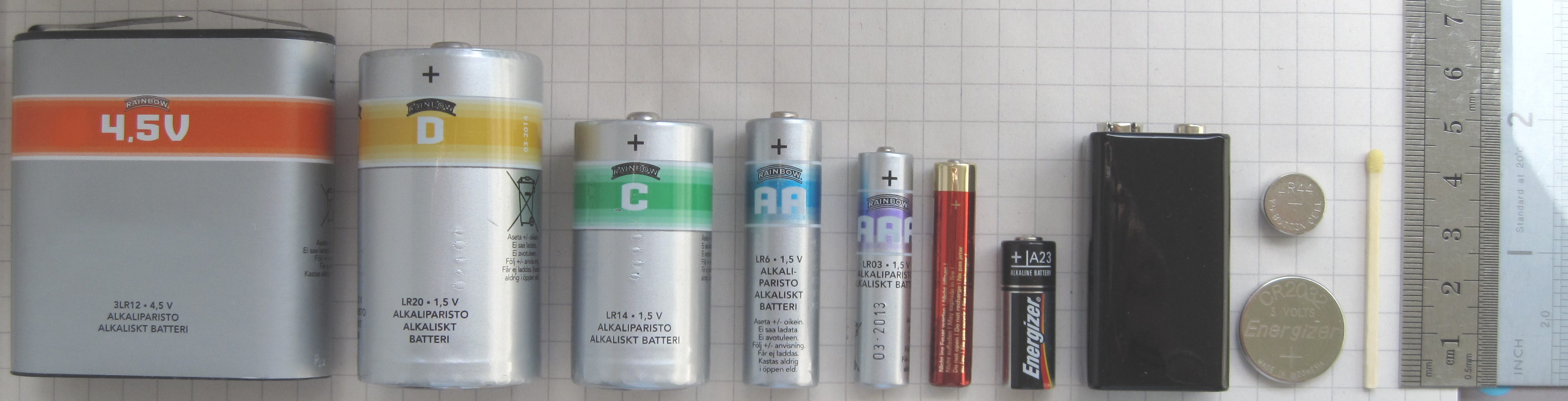
مجموعة متنوعة من الأحجام القياسية من الخلايا الأولية.

الخلية الأولية هي بطارية (خلية كلفانية) مصممة لإستخدامها مرة واحدة ثم يتم التخلص منها، ولا يتم إعادة شحنها بالكهرباء وإعادة استخدامها مثل الخلية الثانوية (بطارية قابلة للشحن). بشكل عام، التفاعل الكهروكيميائي الذي يحدث في الخلية لا يمكن عكسه، مما يجعل الخلية غير قابلة للشحن. عند استخدام خلية أولية، تستخدم التفاعلات الكيميائية في البطارية المواد الكيميائية التي تولد الطاقة ؛ عند توقف التفاعلات، تتوقف البطارية عن إنتاج الكهرباء وهي غير مجدية. في المقابل، في الخلية الثانوية، يمكن عكس رد الفعل عن طريق تشغيل تيار في الخلية بواسطة شاحن بطارية لإعادة شحنها، مما يؤدي إلى تجديد المواد الكيميائية المتفاعلة. تصنع الخلايا الأولية في مجموعة من الأحجام القياسية لتشغيل الأجهزة المنزلية الصغيرة مثل المصابيح اليدوية وأجهزة الراديو المحمولة.